# Incendie du 31 août 2023 à Johannesbourg
L'incendie du 31 août 2023 à Johannesbourg est survenu le 31 août 2023 lorsqu'un incendie a ravagé un bâtiment à Johannesbourg, en Afrique du Sud, tuant au moins 76 personnes et en blessant 88 autres.
L'incendie s'est produit dans un bâtiment abandonné de cinq étages situé à l'angle des rues Delvers et Albert, utilisé comme logement informel.

## Événement
Un incendie s'est déclaré dans le quartier des affaires central, dans un bâtiment abandonné de cinq étages appartenant à la municipalité et occupé par des gangs, situé à l'angle des rues Delvers et Albert. Le bâtiment était squatté par jusqu'à 400 personnes, dont de nombreux ressortissants étrangers, des migrants économiques et des demandeurs d'asile, tous contraints de payer un loyer aux gangs. L'incendie s'est déclaré tôt le matin du 31 août 2023, sa cause est actuellement inconnue. Il s'est propagé dans le bâtiment, piégeant de nombreuses personnes en raison de cloisons fragiles et de portes entre des pièces improvisées construites par les résidents,,.
De nombreux habitants ont sauté par les fenêtres du bâtiment pour échapper aux flammes, dont certains n'ont pas survécu à la chute. Les pompiers ont découvert des corps empilés là près d'une porte verrouillée au rez-de-chaussée par laquelle les victimes essayaient de sortir du bâtiment en feu.